# Xuân Quang 3
Xuân Quang 3 là một xã thuộc huyện Đồng Xuân, tỉnh Phú Yên, Việt Nam.
Xã Xuân Quang 3 có diện tích 23,45 km², dân số năm 1999 là 5789 người, mật độ dân số đạt 247 người/km².
Xã Xuân Quang 3 gồm có: thôn Thạnh Đức, thôn Phước Lộc và thôn Phước Nhuận.